# Jean-Emmanuel Roy
Pour les articles homonymes, voir Roy.
Jean-Emmanuel Roy est un viticulteur et homme politique français, né le 16 juin 1887 à Romagne en Gironde et mort le 1er septembre 1962 à Naujan-et-Postiac (même département).

## Biographie
Jean-Emmanuel Roy est mobilisé pendant la Première Guerre mondiale, et son courage lui vaut d'être plusieurs fois décoré.
En 1919, il est élu maire de Naujean-et-Postiac, et constamment réélu jusqu'en 1940, puis de septembre 1944 jusqu'à sa mort en 1962. En 1930, il devient conseiller général, mandat qu'il exerce également jusqu'en 1940. Il est élu député (radical) en 1932, grâce au désistement du candidat de la SFIO au second tour, et il est réélu en 1936.
Président du conseil interprofessionnel du Vin, Jean-Emmanuel Roy siège à la commission des Boissons. Il consacre principalement son activité parlementaire à la défense du vin de qualité, et il est notamment rapporteur du statut viticole de 1933. Il intervient lors de tous les débats concernant le vin. Il est l'un des principaux rédacteurs des lois sur l'arrachage des vignes et la réglementation des appellations d'origine contrôlée (AOC). En 1939, il est membre de la commission internationale des Activités agricoles et viticoles, ainsi que de la commission interministérielle des Vins.
Le 10 juillet 1940, Jean-Emmanuel Roy vote contre les pleins pouvoirs à Philippe Pétain.

## Décorations
- Croix de guerre 1914-1918
- Chevalier, Officier et Commandeur de la Légion d'honneur à titre militaire
- Quatre citations à l'ordre de l'armée

### Sources
- Pierre Miquel, Les quatre-vingts, éd.Fayard, 1995, 330 p. (ISBN 978-2-21359-416-3).
- Jean Odin, Les Quatre-vingts, FeniXX réédition numérique, 1996, 232 p. (ISBN 978-2-40207-154-3)
- « Jean-Emmanuel Roy », dans le Dictionnaire des parlementaires français (1889-1940), sous la direction de Jean Jolly, PUF, 1960 [détail de l’édition]